# Zosterops griseovirescens
El anteojitos de Annobón (Zosterops griseovirescens) es una especie de ave en la familia Zosteropidae. Es endémica de la Isla de Annobón, parte de Guinea Ecuatorial. Sus hábitats naturales son las tierras bajas y húmedas y las plantaciones, tropicales o subtropicales.